# 6357 Glushko
6357 Glushko este un asteroid din centura principală de asteroizi.

## Descriere
6357 Glushko este un asteroid din centura principală de asteroizi. A fost descoperit pe 24 septembrie 1976 la Observatorul de Astrofizică din Crimeea de Nikolai Cernîh. El prezintă o orbită caracterizată de o semiaxă mare de 3,00 ua, o excentricitate de 0,08 și o înclinație de 10,4° în raport cu ecliptica.